# TRUMP (franchise)
TRUMP (『TRUMPシリーズ』) est une franchise transmédia japonaise initiée par le dramaturge Kenichi Suemitsu (en). Œuvre de gothique fantasy centrée sur le mythe du vampire, elle fait ses débuts en 2009.

## Postulat
La trame générale s'étend sur plusieurs siècles, dans un monde où les humains, vampires et dhampires cohabitent avec difficulté.
Sur fond de complots politiques, tensions entre lignées aristocratiques et meurtres sordides, la saga traite de la perte d'éternité des vampires et du légendaire « True of vamp », le seul de leur espèce à posséder l'immortalité.

## La figure du vampire dansTRUMP

### Caractéristiques
Les vampires de TRUMP sont fidèles à l'image contemporaine qui leur est associée. Dans la lignée des récits de John Polidori, Sheridan Le Fanu ou Anne Rice, ils sont présentés comme des créatures androgynes, fascinantes, raffinées, résistantes et puissantes, aux motivations souvent troubles. En revanche, contrairement à de nombreuses représentations antérieures, ils ne redoutent ni le soleil, ni les lieux sacrés, ni l'ail. Leur plus grande singularité repose sur le fait qu'ils soient mortels.
Bon nombre de vampires appartiennent à l'aristocratie. En ce sens, ils possèdent une excellente éducation et une grande culture, ainsi qu'un sens de l'esthétique particulièrement marqué. Ils sont également initiés à certaines activités sportives, principalement l'escrime, l'équitation et les arts martiaux. Leur statut privilégié les contraint néanmoins à suivre un code très strict et à répondre aux exigences du Congrès, figure d'autorité ultime de leur société. Très tôt, on leur apprend que la sauvegarde de leur nation prime au-delà des sentiments et intérêts personnels. La devise des aristocrates est « Noblesse oblige ».
En outre, le fonctionnement des vampires ne semble pas fonder sur le patriarcat, les femmes occupant des postes de haut niveau sans que leur légitimité ne soit jamais remise en cause ; elles ont les mêmes facultés que les hommes et doivent se plier aux mêmes devoirs.
La morsure du vampire pousse sa victime, consentante ou non, à être totalement soumise à son agresseur. Ce phénomène est appelé l'Initiative. La Contre-Initiative, telle que pratiquée par l'Institution Vlad (une unité interne au Congrès), permet d'en limiter les répercussions : un vampire haut-placé mord l'un de ses subordonnés pour s'assurer qu'aucun autre ne puisse l'assujettir et préserver ainsi les secrets de l'organisation. Par mesure politique, la morsure est ainsi tolérée mais gardée secrète aux yeux d'autrui. Un antidote peut être administré et en atténuer les effets, toutefois, l'Initiative reste irrévocable.

### Modèle familial
Les mariages arrangés sont fréquents au sein des aristocrates, les familles cherchant à conserver une lignée influente et asseoir un pouvoir stratégique au sein de la société.
Parmi l'aristocratie, un certain détachement est encouragé : les enfants ne sont pas élevés par leurs parents mais par des domestiques, l'éducation étant considérée comme une tâche indigne de leur statut. Les petits partagent donc peu d'interactions avec leurs géniteurs, lesquels insistent sur l'importance du devoir au détriment de l'amour filial. Là encore, l'héritage prévalue sur les sentiments.

### Le Cocon
Entre treize et dix-huit ans, les vampires comme les dhampires passent nécessairement par le stade du « Cocon ». Ce stade correspond plus ou moins à l'adolescence des humains.
Durant cette période, les jeunes fréquentent des Clans, lesquels font office d'établissement scolaire. Certains pensionnaires se voient dotés d'un chaperon - l'idéaliste et fougueux Allen Strauff, par exemple, est placé sous la surveillance du Professeur Krauss.
Officiellement, cet établissement est chargé de leur éducation et permet aux élèves de caste inférieure de se distinguer par leur mérite ; officieusement, le Clan est avant tout un centre de détention qui vise autant à la sûreté de ses élèves qu'à la protection de la population extérieure. Pour calmer leurs pulsions, les jeunes vampires subissent un contrôle médicamenteux : les cachets sont désignés sous l’appellation de « suppresseurs ».
Le Cocon s'avère en effet difficile à gérer pour les vampires, ces derniers devenant extrêmement instables. Cette phase se traduit par une puissance supérieure à la moyenne, de la jalousie, des hallucinations, une tendance à la mythomanie, des moments d'euphorie intense et de violente dépression, une possessivité toxique et un comportement imprévisible. Ce cas de figure est notamment évoqué dans la première pièce de TRUMP où Angelico, l'héritier de la dynastie Fra, finit par endurer une hystérie extrême. Certains vampires n'y survivent pas.
S'il s'agit d'une phase délicate, le Cocon peut révéler des capacités spéciales. Ces pouvoirs éphémères sont baptisés les Irréguliers.
De nombreux vampires rechignent à quitter le Cocon et tentent de se maintenir dans cette phase le plus longtemps possible. Ce refus de renoncer à ses facultés, de devenir adulte et d'être confronté à la mortalité aggravent les symptômes tout en les maintenant dans une sorte d'addiction pouvant aller jusqu'à la démence.

### Le Congrès de l'Alliance du Sang
Les vampires obéissent au Congrès de l'Alliance du Sang, lui-même régit par les élites. Les familles aristocratiques Delico, Fra et Vlad comptent parmi les lignées les plus influentes du Congrès.
Le Congrès détermine les lois et supervise chaque aspect de la vie de son peuple, en étant notamment impliqué dans la direction des Clans.
Le Congrès possède plusieurs institutions internes, parmi lesquelles sa propre organisation militaire, la Garde,.
Les vampires qui refusent l'autorité du Congrès et ne s'intègrent pas dans leur communauté sont surnommés les Spectres.

### Liens avec les humains
Les relations entre les humains et vampires sont totalement proscrites. Le pacte de non-agression signé entre les deux peuples place les relations interespèces comme l'un des tabous ultimes de leur société.
L'une des premières figures évoquées dans TRUMP, Allen Strauff, est ainsi présenté comme dissident : le vampire, encore en stade Cocon, éprouve un amour ardent pour une villageoise de la bourgade adjacente au Clan. Les jeunes gens iront jusqu'à consommer leur passion, ce qui provoque un esclandre entre les deux camps.
Une organisation, la Guilde, réunit des humains initiés à la traque aux vampires. Les chasseurs sont notamment chargés d'enquêter sur ces derniers. Le cas échéant, ils peuvent procéder à des arrestations voire à des exécutions si la culpabilité des suspects est avérée. Il arrive parfois à la Guilde de collaborer avec le Congrès sur les affaires épineuses.

### Le cas spécifique des dhampires
Les relations entre vampires et humains étant proscrites, les enfants nés de cette union sont considérés comme des abominations et rejetés par les deux camps,. Prénommés dhampires, ils sont exposés à une grande précarité et vivent souvent reclus, dans de petites communautés à l'écart. De santé fragile, les dhampires sont prédisposés aux maladies congénitales et connaissent une existence brève. Se sachant voués à une mort précoce, bon nombre d'entre eux vénèrent le « True of vamp » et croient en sa capacité à leur accorder l'éternité.
Les dhampires exhalent une odeur incommodante pour les vampires. Dali Delico compare leurs relents à la « puanteur d'un rat mort ».
Sophie Anderson, le premier héros officiel de la saga, est un dhampire ciblé par le brimades du Clan. Elevé au sein de la puissante famille Delico, Ul fait office d'exception en se rapprochant de Sophie au détriment de leur statut respectif.

### Le  «True of vamp»
Si les vampires ont perdu leur éternité depuis longtemps, une rumeur persistante prétend qu'un immortel subsisterait encore. Le mythe du « True of vamp » et la quête d'éternité qui en découle sont réunis sous l'appellation de Foi Primordiale. Plus connu sous la contraction du TRUMP, il est considéré comme l'égal d'une déité par de nombreux vampires.
Cette croyance, désormais jugée comme hérétique, est proscrite par la société vampirique. La Foi Primordiale est ainsi réprimée par l'Inquisition, une section spéciale ordonnée par le Congrès. La profession de ces Inquisiteurs est considérée comme sacrée.
En parallèle, l'Institution Vlad, également créée par le Congrès sur l'initiative de la lignée Vlad, a pour but de surveiller et protéger le dernier vampire immortel. L'Institution et l'Inquisition sont diamétralement opposées sur la façon de gérer le « True of vamp » : l'Inquisition nie tout bonnement son existence et traque ses « fanatiques » ; l'Institution tente de maintenir la population à l'écart du TRUMP par crainte des répercussions sur ce dernier. L'ensemble du Congrès s'oppose néanmoins au Pendulum, une société secrète idolâtrant le « True of vamp » qui tente par tous les moyens de retrouver leur créateur et dont les actes troubles à occasionner plusieurs tragédies.
En effet, il est révélé au fil de TRUMP que ce vampire éternel existe bel et bien : il n'est autre que le Professeur Krauss. En tant que vampire originel, l'ensemble de cette nation découle de lui. Il s'avère que tous les vampires sont intrinsèquement liés à Krauss ; se faisant, ils dépendent de l'équilibre mental de leur créateur. La détresse de ce dernier pourrait ainsi signer l'anéantissement complet de son peuple, le « Collapse ». Des événements similaires se sont déjà produits par le passé, entraînant une hécatombe au sein des vampires et dhampires.
Krauss végète durant un temps au sein du Clan le plus ancien et le plus prestigieux. Il y prend en charge l'éducation des jeunes, « pour tromper l'ennui ». Il est vu comme un professeur rêveur, constamment perdu dans ses pensées, étrange et mélancolique. Il offrira le don ultime et le pire des cadeaux à Sophie en le rendant immortel à son tour. Par la suite, sur son impulsion, Lily sera la troisième vampire à posséder l'éternité. TRUMP devrait s'achever par la dernière confrontation entre les immortels.

## Genèse

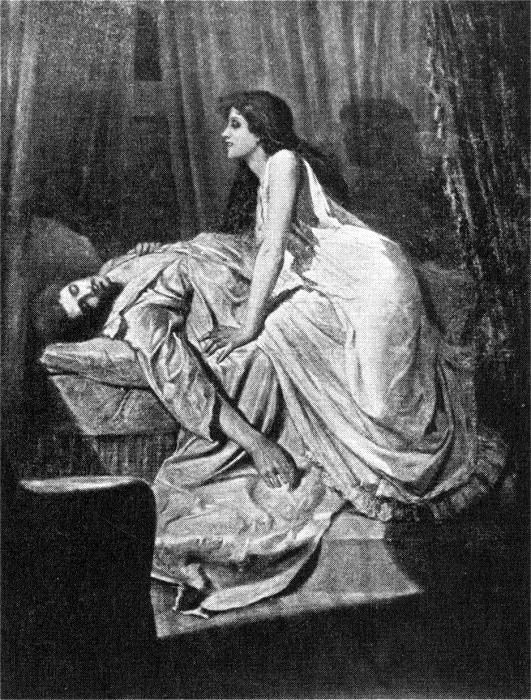
Suemitsu reprend l'image romantique du vampire contemporain, séduisant et de noble naissance.

A la fois acteur, dramaturge et metteur en scène, Kenichi Suemitsu revendique les influences de Haruki Murakami et Osamu Tezuka (notamment le manga Phénix) sur son travail. Il affirme que la création de TRUMP relève avant tout de sa peur de la mort.
La crainte de mourir subitement, sans avoir pu mener à bien ses projets, le pousse à rédiger une pièce ancrée dans l’imaginaire gothique, qu'il qualifie lui-même de « sinistre ». Il centre ainsi sa trame sur des vampires aristocratiques mais en privant ces créatures de l'une de leurs caractéristiques fondamentales : l'immortalité.
Pour son auteur, TRUMP traite avant tout de la vie, du fait d'exister et de la conscience de soi. La solitude, exprimée à travers les personnages de Sophie Anderson, UI Delico et du Professeur Krauss, est également un thème prépondérant.
Fort du succès de la pièce de théâtre éponyme, TRUMP se poursuit via d'autres productions théâtrales puis s'exporte en comédies musicales, nouvelles, mangas et animes. Des personnages récurrents apparaissent sur les différents supports.
La saga réunit plusieurs artistes japonais célèbres notamment Yuki Yamada (revival de TRUMP), Meimi Tamura,, (LILIUM, Grand Guignol, Marigold), Ryōsuke Miura (Grand Guignol), Keigo Yoshino (Marigold), Rio Uehara (Black World ~ Sunshine) ou encore Aya Hirano (Verachicca).

## Productions scéniques originales
TRUMP compte plus d'une dizaine de productions théâtrales. La plupart des performances scéniques listées ci-dessous sont disponibles en supports physiques, DVD et/ou Blu-ray ainsi qu'en CD.
- 2009 : TRUMP (revival en 2012, 2013)
- 2014 : LILIUM (revival en 2023)
- 2015 : SPECTER (revival en 2019)
- 2017 : Grand Guignol (グランギニョル)
- 2018 : Marigold (マリーゴールド)
- 2019 : COCOON ~ Dark of the Moon (COCOON 月の翳り) / COCOON ~ Upon one of the Star (COCOON 星ひとつ)
- 2020 : Black World ~ Downpour (黑世界 ~ 雨下の章) / Black World ~ Sunshine (黑世界 ~ 日和の章)
- 2022 : Verachicca (ヴェラキッカ)
- 2024 : Marionette Hotel (マリオネットホテル)
- 2025 : KILL!BURN!! (キルバーン)

### TRUMP
La première a lieu le 18 novembre 2009 au in→dependent theatre 2nd (ja), une salle d'Osaka. L'industrie du divertissement connaît alors un bouleversement global lié aux comédies musicales à gros budget et aux concerts d'idoles, très prisés, alors même que la fréquentation des théâtres plus traditionnels diminue. Si les thématiques insufflées dans son texte lui sont éminemment personnelles, TRUMP permet pourtant à Suemitsu, également metteur en scène, de relancer la fréquentation de l'In→dependent.
Trois revivals sont montés en 2012, 2013 et 2015. L'engouement suscité par le projet ne se dément pas. L'intérêt du public et le succès commercial sont bénéfiques à Suemitsu ; encouragé, ce dernier envisage désormais TRUMP comme une saga à part entière.

#### Distribution originale (2009)
La première pièce comporte deux distributions, chaque acteur jouant les personnages en alternance.
| Casting Truth - Kikuchi Yuta : Sophie - Tabuchi Noriaki : UI - Yamaura Tohru : Allen - Akahoshi Masarino : Krauss - Ueno Makio : Gustav - Kiriyama Atsushi : Michelangelo - Nakajima Hiroyasu : Raphael - Suzuki Youhei : Ga Banri - Ichihara Masahiro : Pietro - Sawada Makoto : Angelico - Yoshida Seikou : Georges - Hamasaki Satoshi : Morrow - Suemisu Kenichi : Dali | Casting Reverse - Tabuchi Noriaki : Sophie - Kikuchi Yuta : UI - Akahoshi Masarino : Allen - Yamaura Tohru : Krauss - Kiriyama Atsushi : Gustav - Ueno Makio : Michelangelo - Suzuki Youhei : Raphael - Nakajima Hiroyasu : Ga Banri - Sawada Makoto : Pietro - Ichihara Masahiro : Angelico - Hamasaki Satoshi : Georges - Yoshida Seikou : Morrow - Suemisu Kenichi : Dali |

#### Distribution du premier revival (2012)
Tout comme la première pièce, le revival comporte deux distributions, chaque acteur campant les personnages en alternance. Une partie de la distribution originale réintègre le revival.
| Casting Truth - Kai Kenta : Sophie - Ubo Makoto : UI - Akahoshi Masarino : Allen - Yamaura Tohru : Krauss - Nakajima Boiru : Gustav - Ueda Junpei : Michelangelo - Suzuki Youhei : Raphael - Sawada Makoto : Angelico - Nakano Satoru : Ga Banri - Sugimori Daisuke : Pietro - Kubota Keisuke : Georges - Seki Akimitsu : Morrow - Suemisu Kenichi : Dali | Casting Reverse - Ubo Makoto : Sophie - Kai Kenta : UI - Yamaura Tohru : Allen - Akahoshi Masarino : Krauss - Ueda Junpei : Gustav - Nakajima Boiru : Michelangelo - Sawada Makoto : Raphael - Suzuki Youhei : Angelico - Sugimori Daisuke : Ga Banri - Nakano Satoru : Pietro - Yamamoto Taichi : Georges - Wada Shigeru : Morrow - Suemisu Kenichi : Dali |

#### Distribution du second revival (2013)[15]

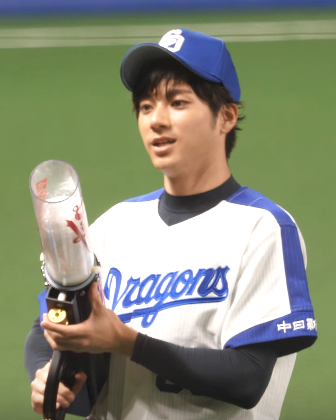
Yuki Yamada campe en alternance les personnages d'Allen et de Krauss.

| Casting Truth - Nishii Yukito : Sophie Anderson - Mitsuya Ryo : UI Delico - Yamada Yuki : Allen Strauff - Jinnai Sho : Professeur Krauss - Yamaguchi Kenki : Professeur Gustav - Ohmi Youichiro : Professeur Michelangelo - Akutsu Shintaro : Raphael Delico - Shison Jun : Angelico Fra - Tsuchiya Shion : Ga Banri - Ikeoka Ryosuke : Pietro - Arai Atsushi : Georges - Okubo Shotaro : Morrow - Kamitsuru Toru : Dali Delico | Casting Reverse - Mitsuya Ryo : Sophie Anderson - Nishii Yukito : UI Delico - Jinnai Sho : Allen Strauff - Yamada Yuki : Professeur Krauss - Ohmi Youichiro : Professeur Gustav - Yamaguchi Kenki : Professeur Michelangelo - Shison Jun : Raphael Delico - Akutsu Shintaro : Angelico Fra - Ikeoka Ryosuke : Ga Banri - Tsuchiya Shion : Pietro Rondo - Arai Atsushi : Georges - Negishi Takuya : Morrow - Maeyama Takahisa : Dali Delico |

#### Distribution du troisième revival (2015)[31]
| Casting Truth - Takasugi Mahiro : Sophie Anderson - Saotome Yuki : UI Delico - Takeda Kouhei : Allen Strauff - Jinnai Sho : Professeur Krauss - Okada Tatsuya : Professeur Gustav - Yoshida Metal : Professeur Michelangelo - Yamamoto Shouma : Raphael Delico - Tamura Ryota : Angelico Fra - Hirata Yuichiro : Ga Banri - Otsuka Noriyuki : Pietro Rondo - Kubota Sou : Georges Hammons - Morishita Ryo : Morrow Garland - Suemisu Kenichi : Dali Delico | Casting Reverse - Saotome Yuki : Sophie Anderson - Takasugi Mahiro : UI Delico - Jinnai Sho : Allen Strauff - Takeda Kouhei : Professeur Krauss - Yoshida Metal : Professeur Gustav - Okada Tatsuya : Professeur Michelangelo - Tamura Ryota : Raphael Delico - Yamamoto Shouma : Angelico Fra - Otsuka Noriyuki : Ga Banri - Hirata Yuichiro : Pietro Rondo - Morishita Ryo : Georges Hammons - Kubota Sou : Morrow Garland - Suemisu Kenichi : Dali Delico |

### LILIUM
LILIUM est la première œuvre dérivée de la franchise. Elle est montée en 2014, au Sunshine Theatre (ja) de Tokyo. Son intrigue a pour cadre le sanatorium d'un Clan, l'établissement chargé d'éduquer les jeunes vampires. Présentée comme une « comédie musicale gothique », elle suit la disparition de jeunes filles convalescentes. Le compositeur Shunsuke Wada est chargé de la musique. Un revival est produit en 2023.

#### Distribution originale (2014)[23]
- Sayashi Riho : Lily
- Wada Ayaka : Snow
- Kudo Haruka : False
- Tamura Meimi : Marigold
- Fukuda Kanon : Silane
- Fukamura Mizuki : Lindou
- Oda Sakura : Sylvatica
- Nakanashi Kana : Camellia
- Ishida Ayumi : Cherry
- Takeuchi Akari : Cattelya
- Suzuki Kanon : Rose
- Katsuta Rina : Nasturtium
- Sato Masaki : Marguerite
- Tanabe Nanami : Jasmine
- Kaga Kaede : Clematis
- Sasaki Rikako : Mimosa

#### Distribution du revival (2023)[32]
- Uchida Mirai : Lily
- Hamaura Ayano : Snow
- Ohmori Mirai : False
- Saito Ruki : Marigold
- Shiratori Mika : Silane
- Kawamoto Ayaka : Lindou
- Kitamikado Ami : Sylvatica
- Saito Chinatsu : Camellia
- Kato Hiromi : Cherry
- Mayumi : Cattelya
- Aizawa Ai : Rose
- Okamoto Mika : Nasturtium
- Kawasaki Akari : Marguerite
- Nakahara Sakurano : Jasmine
- Kuroki Yuina : Clematis
- Yahiro Yuki : Mimosa
- Nose Urara : Monstera

### SPECTER
Un an plus tard, SPECTER s'inscrit dans le registre du thriller et introduit la Guilde, l'organisation humaine chargée des affaires vampiriques. Un revival est lancé en 2019. Il se situe dans la même temporalité que l'opus suivant, Grand Guignol (2017), et narre les mêmes événements de points de vue différents : les vampires d'un côté, les chasseurs de l'autre.

#### Distribution originale (2015)[13]
- Nakayama Yoshihiro : Ga Banri
- Miyoshi Daiki : Sekishu
- Takeshita Kento : Cranach
- Matsui Yuho : Hugo
- Kiyama Shori : Sutcliff
- Yoshimoto Takashi : Bartolome
- Yamada Tomohiro : Greco
- Inoue Takuya : No-me
- Murakawa Keigo : Carlo
- Nakamura Keito : Shad
- Iwasaki Shingo : Torsten
- Arima Jun : Wassili
- Kondo Shori : Kokoschka
- Hayakawa Jyoji : Rodin
- Tange Masumi : Harriet
- Nagatsu Mana : Rosa
- Yamaura Tohru : Krauss

#### Distribution du revival (2019)[33]
- Matsui Yuho : Ga Banri
- Takeshita Kento : Sekishu
- Tanaka Toru : Cranach
- Inoue Takuya : Hugo
- Naya Takeru : Sutcliff
- Fujito Yuuhi : Bartolome
- Ogata Daigo : Greco
- Shimokawa Kyohei : No-me
- Shori : Carlo
- Miyoshi Daiki : Shad
- Yoshimoto Takashi : Torsten
- Musuda Rio : Wassili
- Toyoda Shinmaru : Kokoschka
- Tachiba Ai : Rodin
- Saito Chinatsu : Harriet
- Matsubara Yukiko : Rosa
- Nakayama Yoshihiro : Krauss

### Grand Guignol

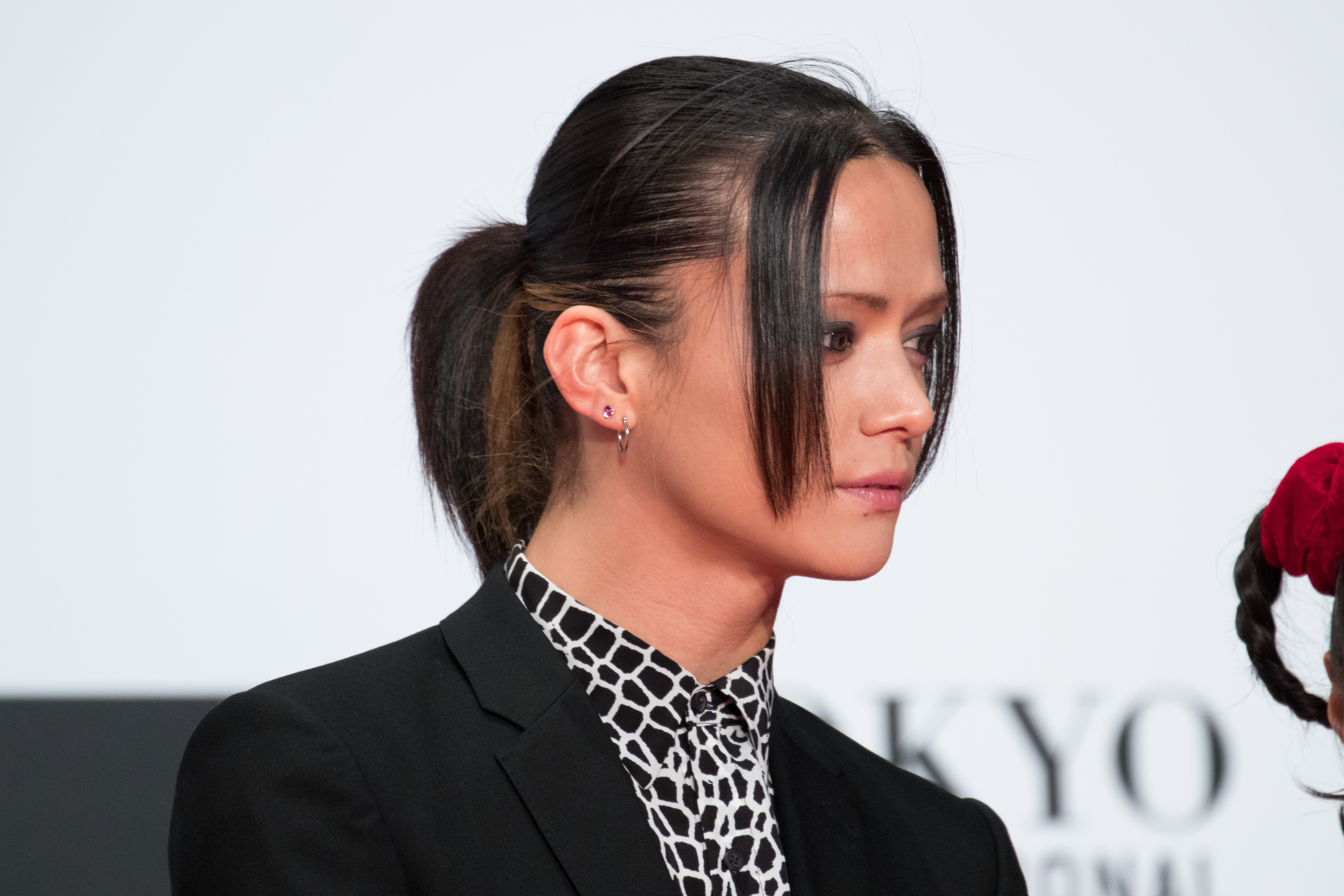
Ryōsuke Miura interprète Gerhard.

Suemitsu considère Grand Guignol comme un tournant majeur au sein de sa saga : pour lui, la franchise s'est définitivement imposé au public japonais en tant qu'œuvre gothique avec cette pièce, entre macabre et décadence. Il est considéré comme l'un des volets favoris des fans et l'un des plus importants au sein de l'univers. C'est également la première production à bénéficier d'un budget conséquent et d'une salle de grande ampleur. La scénographie s'inspire de l'art du vitrail. Les costumes créés par Kazumi Hayakawa sont imposants et volontairement extravagants. Suemitsu salue la performance de son tandem principal, Toshiyuki Someya (Dali Delico) et Ryōsuke Miura (Gerhard Fra) : l'auteur estime que ces derniers sont littéralement « tombés amoureux de leurs rôles » et que leur alchimie est l'un des piliers de Grand Guignol. A son sens, outre la pièce originale de TRUMP, ce titre constitue une bonne introduction à l'univers.

#### Distribution

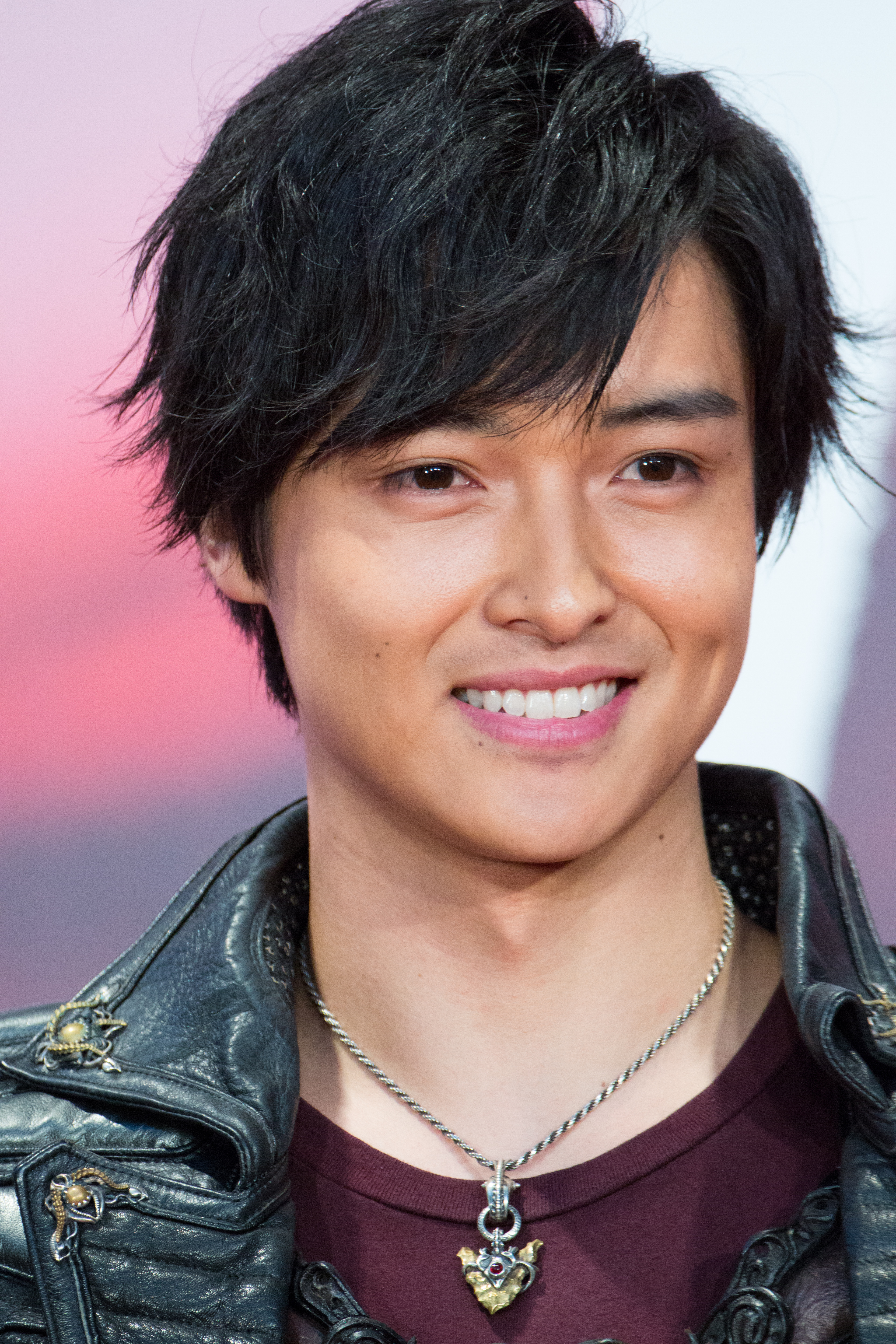
Kuriyama Wataru campe Marco.

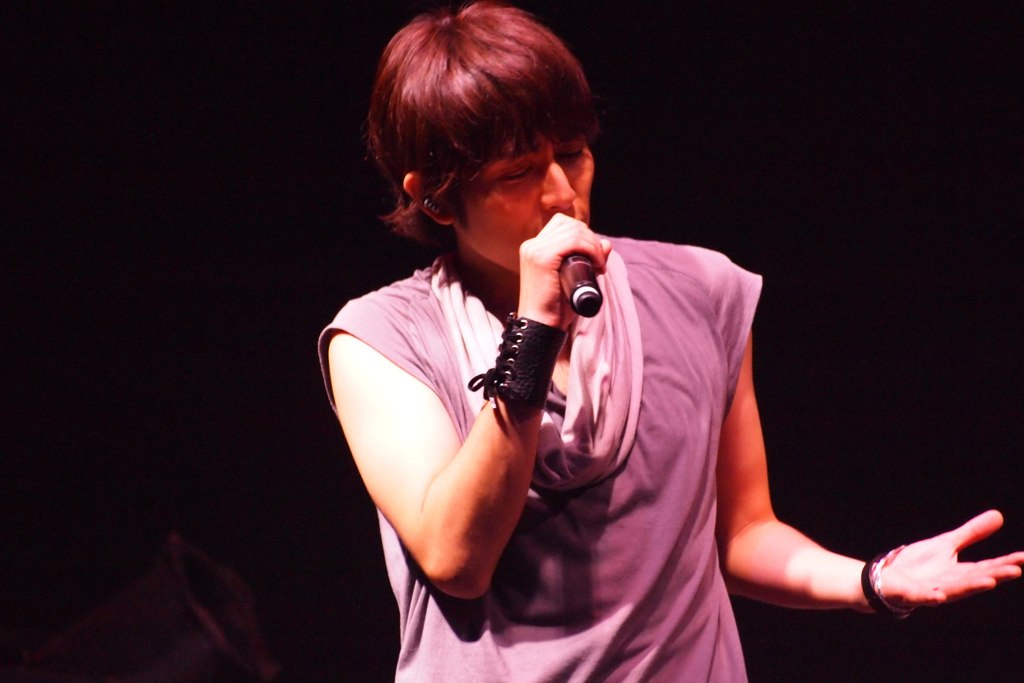
Yoshikuni Dōchin (ici lors d'un concert de Chemistry) incarne Dali, l'un des personnages centraux.

- Toshiyuki Someya : Dali Delico
- Miura Ryōsuke : Gerhard Fra
- Keisuke Higashi : Lee Shunrin
- Matsuura Tsukasa : Utamaro
- Kuriyama Wataru : Marco Vanitas
- Fujiki Osamu : Henri Gato
- Okubo Shotaro : Oz Ronan
- Tamura Meimi : Kiki Watson
- Hattori Muo : Jack Blair
- Ikemura Masaki : Hans Beckett
- Kikuchi Yuta : Kuroneko
- Yoshida Yuki : Lane McMillan
- Hinata Akihisa : Damian Stone
- Tanaka Makoto : Sue Olsen
- Manaka Ayu : Frieda Delico
- Kubodera Akira : Barlach Bell
- Kageyama Tai : Johannes Vlad
- Sasaki Rino : Maria Fra

### Marigold
L'année suivante, Marigold s'illustre dans un style moins monochrome : le souci conférant son titre au cinquième opus de la franchise, le metteur en scène et son équipe optent cette fois pour des couleurs chatoyantes, à l'image de cette fleur. Marigold est la seconde comédie musicale de la saga, toujours en collaboration avec le compositeur Shunsuke Wada.

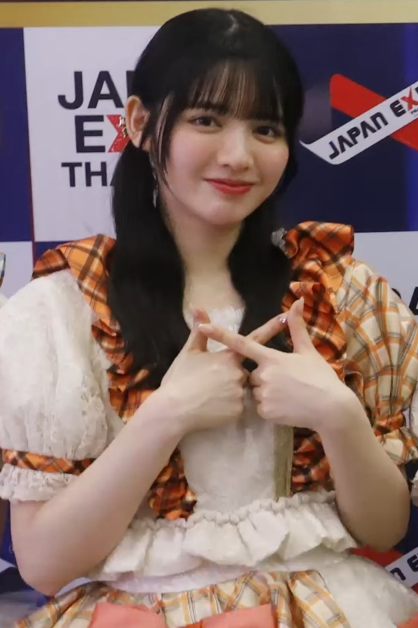
Chinzei Suzuka incarne Shiran.

#### Distribution
- So Kazuho : Annabel
- Tamura Meimi : Gerbera
- Keisuke Higashi : Coleus
- Manaka Ayu : Erica
- Mitsuya Ryo : Sophie
- Tsuchiya Shimba : Ul
- Miyakawa Hiroshi : Benjamin
- Yoshino Keigo : Henruda
- Nishino Makoto : Crocus
- Fujimoto Youko : Portulaca
- Chinzei Suzuka : Shiran
- Mikami Riina : Rindou

### COCOON
En 2019, son successeur COCOON cherche à l'inverse à retranscrire le côté ouaté et immaculé associé au cocon, en misant davantage sur des décors épurés et des costumes blancs. Scindé en deux parties, il célèbre les dix ans de TRUMP.

#### Distribution
| Casting de Dark of the Moon - Anzai Shintaro : Angelico Fra - Araki Hirofumi : Raphael Delico - Usui Masahiro : Diego Grand - Miyazaki Shuto : Emile Byrd - Tanaka Toru : Julio Miller - Gomoto Naoya : Gustav - Kito Shinya : Michelangelo - Okubo Shotaro : Georges Hammons - Ikemura Masatoshi : Morrow Garland - Hosogai Kei : Donatello | Casting Upon one of the Star - Miyazaki Shuto : UI Delico - Araki Hirofumi : Raphael Delico - Anzai Shintaro : Angelico Fra - Mitsuya Ryo : Sophie Anderson - Kido Yuya : Go Banri - Gomoto Naoya : Gustav - Kito Shinya : Michelangelo - Okubo Shotaro : Georges Hammons - Ikemura Masatoshi : Morrow Garland - Jinnai Sho : Krauss - Toshiyuki Someya : Dali Delico |

### Black Wold
Black World ~ Downpour et Black World ~ Sunshine sont deux productions scéniques complémentaires, toutes deux montées en 2020 : elles réunissent sept dramaturges et quatorze personnalités pour relater douze histoires réparties sur les deux spectacles, chacune visant à approfondir la mythologie de TRUMP.

#### Distribution
| Casting de Downpour - Sayashi Riho : Lily - Juri Sakiho : la mère de Lily / l'Artisan / Maple - Ikeoka Ryosuke : l'Artisan / Spider / Raizan / Hazel - Okubo Shotaro : le marin / Spider / Le garçon en phase cocon / Hazel - Niira Etsuko : Cherry - Miyakawa Hiroshi : le père de Lily / Hozuki / Cedar - Nakao Mie : Marguerite / Aida - Matsuoka Mitsuru : Shuka | Casting de Sunshine - Sayashi Riho : Lily - Uehara Rio : Noct / Bernard - MIO : Shiran / Adrine - YAE : Rindo / Philo - Ike Nwala : l'Assassin / Bourbon / Gavi - Nakayama Yoshihiro : Elmer / Damascena / Antony - Niira Etsuko : Cherry - Park Romi : Ragga / Moschata |

### Verachicca
Sortie en 2020, Verachicca est une nouvelle comédie musicale. La trame se déroule exclusivement dans le manoir de la famille vampire éponyme. Selon Suemitsu, l'idée de ce huis-clos est advenue durant la période de confinement liée à la COVID-19, sans qu'il ne l'ait conscientisé de prime abord.
|                                                                          |  |  |
| Yūya Matsushita incarne Shion Verachicca et Aya Hirano interprète Candy. |  |  |

#### Distribution[26]
- Miya Rurika : Nora Verachicca
- Yūya Matsushita : Shion Verachicca
- Furuya Keita : Kai Verachicca
- Manaka Ayu : Jo Verachicca
- Okubo Shotaro : Clay Verachicca
- Saito Ruki : Maggie Verachicca
- Nishino Makoto : Winter Verachicca
- Miyakawa Hiroshi : Robin Verachicca
- Hirano Aya : Candy Verachicca

### Marionnette Hotel
Marionnette Hotel se situe chronologiquement avant Grand Guignol. Elle marque le retour de Toshiyuki Someya dans le rôle de Dali Delico. L'héroïne Jo Verachicca, introduite dans le précédent opus dédié à la famille Verachicca, est à nouveau campée par Manaka Ayu. Suemitsu y voit une intrigue dans la veine d'Agatha Christie.

#### Distribution
- Toshiyuki Someya : Dali Delico
- Manaka Ayu : Jo Verachicca
- Umetsu Mizuki : Ego Verachicca
- Kamino Naotaka : Munch Mehlan
- Kawasaki Akari : Francesca Fra
- Toyozawa Tomoko : Hilma Mondrian
- Suemitsu Kenichi : Morizo Kovacs
- Seto Kazuya : Monet Stanfield

### KILL!BURN!!
La dernière production scénique en date, KILL!BURN!!, a été annoncée en mars 2025. Shunsuke Wada est de retour à la composition. Suemitsu annonce une trame volontairement décadente, centrée sur l'addiction de vampires en phase Cocon. Selon le créateur, KILL!BURN!! se veut une réponse à un monde étriqué et suffoquant ; il qualifie le spectacle de « brutal, chic, amusant, bruyant et moderne ». La comédie musicale sera jouée en septembre et octobre de la même année, à Tokyo et Osaka. Matsuoka Mitsuru (le chanteur du groupe de J-pop SOPHIA) et Yoshikuni Dōchin (membre du duo de J-pop et de RnB Chemistry) sont annoncés à la distribution.

#### Distribution[43]

##### Personnages principaux
- Matsuoka Mitsuru : Donatello
- Yoshikuni Dōchin : Dali
- Kobayashi Ryōta : Gustav
- Uchida Mirai : Sophie
- Frank Rina : Olive
- Yamazaki Shigenori : Marmelo
- Kuramichi Sena : Silane
- Ikeda Haruka : Lindou
- Miyakawa Hiroshi : Poppy

##### Ensemble
- Irie Nichika
- Kokuma Arei
- Kizuku
- Corin
- Sano Kuha
- Shion
- Nakagomi Moe
- Watanabe Minami

## Publications littéraires
Plusieurs livres, toujours écrits par Suemitsu, sont sortis sur l'univers de TRUMP. Un seinen éponyme tiré de la pièce de théâtre, illustré par la mangaka Hamaguri, est prépublié dans le magazine Young Ace entre 2020 et 2023. Cinq tomes sont édités par la suite au format tankōbon. En France, la saga est éditée par Panini entre 2025 et 2026, à raison d'un tome tous les deux mois.
Une seconde saga, Cocoon, débute en 2024. Toujours portée par le duo Suemitsu/Hamaguri, elle est à nouveau présentée dans Young Ace.
On dénombre également plusieurs recueils de nouvelles, certaines pièces de théâtre retranscrites au format papier ainsi qu'un roman.

### Liste des titres parus
- 2020 - 2023 : TRUMP : manga en cinq tomes
- 2023 : ソフィ・トリロジー〈TRUMPシリーズ戯曲集Ｉ TRUMP/LILIUM/SPECTER〉(Trilogie Sophie - Collection théâtrale de la série TRUMP : TRUMP / LILIUM / SPECTER) : trois pièces centrées sur Sophie Anderson réunies dans un recueil
- 2023 : TRUMPシリーズ短篇集『Pendulum』 (TRUMP : Recueil de nouvelles Pendulum) : recueil étoffant la mythologie de la saga et notamment la légende du « True of Vamp »
- 2023 : TRUMPシリーズ短編小説集「BLOSSOMS-ブロッサム-」 (TRUMP : Recueil de nouvelles Blossoms) : préquelle de la comédie musicale LILIUM
- 2023 : デリコ・トリロジー〈TRUMPシリーズ戯曲集II グランギニョル／COCOON月の翳り／COCOON星ひとつ〉 (Trilogie Delico - Collection théâtrale de la série TRUMP : Grand Guignol / COCOON ~ Dark of the Moon / COCOON ~ Upon one of the Star) : trois pièces orientées sur la famille Delico réunies dans un recueil
- 2024 : TRUMPシリーズ短篇小説集「デリコズ・ナーサリー -Innocent Waltz-」 (TRUMP : Recueil de nouvelles Delico's Nursery - Innocent Waltz) : recueil lié à l'anime Delico's Nursery
- 2024 - en cours : Cocoon : manga en cours
- 2025 : テオと野良猫の楽園 (Theo et le Paradis des Chats Errants) : roman centré sur Théodore Classico

## Anime:Delico's Nursery

### Genèse
Situé chronologiquement après Grand Guignol, l'anime est produit par Aniplex, réalisé par Hiroshi Nishikiori pour J. C. Staff et diffusé sur Tokyo MX en 2024. Compositeur attitré de la saga, Shunsuke Wada signe à nouveau la musique. L'opening (Unfair) est interprété par Mika Nakashima et l'ending (Prayer) par Anonymouz.
L'Éclaireur Fnac compare la série animée à Vampire Knight et Owari no Seraph ; la chroniqueuse vante une « origine théâtrale unique, [...] un usage de tons sombres et [des] décors richement détaillés ».
Il s'agit du premier média dérivé de TRUMP à être accessible légalement en France via la plateforme Crunchyroll, en version originale sous-titrée ou en anglais.

### Résumé
À la suite des événements traumatisants survenus dans Grand Guignol, Dali Delico s'éloigne de l'Institution Vlad. Allant à l'encontre des lois et au détriment de son devoir d’aristocrate, il décide d'élever lui-même ses enfants. Son choix n'est pas au goût du Congrès, cette émancipation survenant au moment où une série de meurtres sordides s'abat sur la ville.
Gerhard Fra, Henrique Lorca et Dino Classico, ses collègues, vont alors négocier auprès de Dali pour le convaincre de mener l'enquête. En vain. Lorsque ce dernier refuse une énième fois, Gerhard, excédé, lui suggère de mener de front l'éducation de ses enfants et la traque des assassins. Par défi, Dali accepte... En posant une unique condition : que chaque vampire venu demander son aide s'occupe lui-même de sa progéniture.
A contre-cœur, le trio consent au marché. Gerhard et son fils Angelico, Henrique et ses jumelles Lucia et Elena ainsi que Dino et son héritier Théodore prennent donc leurs quartiers chez Dali. Le manoir Delico devient une improbable garderie...
Mais alors que le danger s'intensifie, les quatre aristocrates seront-ils en mesure de protéger leurs enfants ?

### Liste des épisodes
1. Bienvenue à la Garderie
2. Entre obscurité et parentalité
3. Une ombre pressante
4. Une malédiction nommée amour
5. La Seconde Garderie
6. Une petite aventure
7. Une bataille enflammée
8. Ainsi parlait Juras
9. La Bataille du quartier du Chat-Gris
10. Comment tuer Dieu
11. La Fête du Clan
12. Un doux rêve
13. Adieu, Garderie

### Personnages
La liste ci-dessous présente succinctement les protagonistes et antagonistes de l'anime. La plupart d'entre eux ont déjà été introduits lors des précédentes performances scéniques de la saga.
Note : les noms et terminologies ci-dessous sont ceux de la traduction française officielle.

#### Famille Delico
- Dali Delico (ダリ・デリコ, Dari Deriko) : le chef de la prestigieuse famille Delico, membre de l'Agence Vlad, vampire aristocrate
- Ul Delico (ウル・デリコ, Uru Deriko) : le nourrisson de la famille Delico
- Raphael Delico (ラ フ ァ エ ロ ・ デ リ コ, Rafaero Deriko) : le fils de Dali et Frieda Delico, trois ans
- Frieda Delico (フ リ ー ダ ・ デ リ コ, Furīda Deriko) : l'épouse de Dali décédée tragiquement, vampire aristocrate
- Clara (クララ, Kurara) : la gouvernante
- Ferdinand (フ ィ ル デ ィ ナ ン ト, Ferudinanto) : le majordome

#### Famille Fra
- Gerhard Fra (ゲルハルト・フラ, Geruharuto Fura) : le chef de la puissante lignée des Fra, membre de l'Agence Vlad, vampire aristocrate
- Angelico Fra (アンジェリコ・フラ, Anjeriko Fura) : le fils unique de Gerhard, trois ans

#### Famille Lorca
- Henrique Lorca (エ ン リ ケ ・ ロ ル カ, Enrike Roruka) : le chef de la famille aristocratique vampirique Lorca, membre de l'Agence Vlad
- Lucia Lorca (ル チ ア ・ ロ ル カ, Ruchia Roruka) : première née, jumelle d'Elena, fille d'Henrique et Kate, cinq ans
- Elena Lorca (エレーナ・ロルカ, Erēna Roruka) : jumelle de Lucia, fille d'Henrique et Kate, cinq ans
- Kate Lorca (ケイト・ロルカ) : épouse d'Henrique et mère des jumelles, membre de l'Agence Vlad, vampire aristocrate

#### Famille Classico
- Dino Classico (デ ィ ー ノ ・ ク ラ シ コ, Dīno Kurashiko) : le chef du clan Classico, membre de l'Agence Vlad, vampire aristocrate
- Théodore Classico (テ オ ド ー ル ・ ク ラ シ コ, Teodōru Kurashiko) : fils unique de Dino, sept ans
- Albrecht (アルブレヒト) : majordome de la famille Classico, figure maternelle pour Théodore, apte aux maniements des armes

#### Le Pendulum
- Keith (キース, Kīsu) : un membre du Pendulum, accro au Cocon, belliqueux et sans scrupule, vampire
- Shad Juras (ジュラス, Jurasu) : un membre du Pendulum obsédé par sa vengeance sur le TRUMP, dhampire
- Catalina (カタリナ) : une membre du Pendulum, extravagante et sociable, lutte au moyen d'un fouet, vampire
- Abraham (ア ブ ラ ハ ム, Aburahamu) : un membre du Pendulum, imposant et surpuissant, protecteur de Kiki, vampire
- Kiki (キキ) : une membre du Pendulum qui cherche à maintenir sa phase Cocon, pétillante, violente et compatissante, vampire

#### Agence Vlad
- Johannes Vlad (ヨハネス・ヴラド, Yohanesu Vurado) : chef de l'Agence Vlad, vampire aristocrate
- Umberto Lento (ウンベルト・レント) : second de l'Agence Vlad, vampire aristocrate
- Maurice (モーリス) : troisième de l'Agence Vlad, vampire aristocrate
- Lane McMillan (レイン・マクミラン) : membre de l'Agence Vlad et assistant de Dali, vampire

#### Autres
- Klaus (ク ラ ウ ス, Kurausu) : professeur du Clan, vampire
- Ishifune (石舟) : chasseur de vampire, membre de la Guilde, humain
- Banri (萬里) : apprenti chasseur de vampire, disciple d'Ishifune, humain

## Ordre chronologique(sélection partielle)
La brochure de Marionette Hotel présente la trame via la chronologie suivante :
- 灰かぶりの世界 (« Un monde recouvert de cendres ») - nouvelle
- Verachicca - comédie musicale
- 雪のおわり春のはじまり (« La neige s'achève, le printemps arrive ») - nouvelle
- シモンには動機がない (« Simon n'a aucun mobile ») - nouvelle
- Marionette Hotel - pièce de théâtre
- SPECTER / Grand Guignol - pièces de théâtre se déroulant dans un même temps, en parallèle
- Delico's Nursery - anime
- デリコズ・ナーサリ - Innocent Waltz (« Delico's Nursery - Innocent Waltz ») - recueil de nouvelles
- テオと野良猫の楽園 (« Theo et le Paradis des Chats Errants ») - roman
- ドナテルロ回顧録 (« Mémoires de Donatello ») - nouvelle
- COCOON ~ Dark of the Moon - pièce de théâtre
- Pendulum - nouvelle
- アンジェリコを持ちながら (« En attendant Angelico ») - nouvelle
- TRUMP - pièce de théâtre
- COCOON ~ Upon one of the Star - pièce de théâtre
- COCOON ~ ドナテルロ回顧録 (« COCOON ~ Mémoires de Donatello ») - nouvelle
- BLOSSOMS - nouvelle
- ホフマンと双子の繭期 (« Hoffman et la chrysalide des jumeaux ») - nouvelle
- Marigold - comédie musicale
- 二輪咲き (« Deux fleurs en floraison ») - nouvelle
- LILIUM - comédie musicale
- KILL!BURN!! (キルバーン) - comédie musicale
- Black World ~ Downpour (黑世界 ~ 雨下の章) / Black World ~ Sunshine (黑世界 ~ 日和の章) - productions scéniques
- 賊は月夜に死す (« Au clair de lune, le voleur meurt dans la nuit ») - nouvelle
- 星の轍 (« Le sillage des étoiles ») - support inconnu, ultime volet de la franchise